# Lista das pontes suspensas mais extensas do mundo

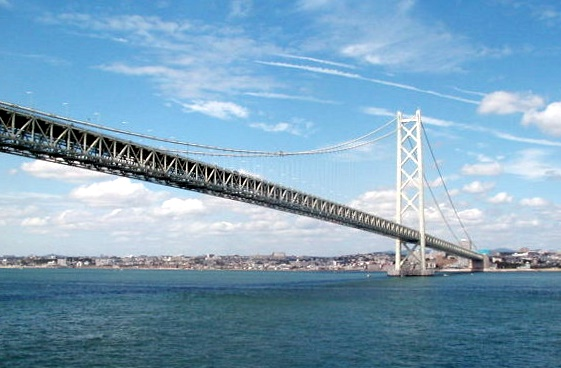
A Ponte do Estreito de Akashi possui o vão central mais extenso do planeta desde 1991.

As pontes suspensas mais extensas do mundo são listadas de acordo com a extensão de seu vão principal (o trecho suspenso entre as duas torres). A extensão do vão principal é o método amplamente utilizada no que se refere à medidas de pontes suspensas, eventualmente correlacionando-se com a altura das torres e a complexidade estrutural envolvida em sua construção. O fato de determinada ponte possuir um vão maior do que outra não significa necessariamente que tal ponte é mais extensa de encontro a encontro.
Considerando a extensão do vão, as pontes suspensas são maiores do que qualquer outro tipo de ponte. Pontes estaiadas, por sua vez, são também de grande complexidade estrutural, sendo comumente consideradas para extensões de até um quilômetro. Entretanto, as 17 primeiras pontes listadas abaixo possuem igualmente os 17 maiores vãos de ponte veicular no mundo.

## Pontes suspensas concluídas
| #  | Ponte | Ponte                           | Vão principal (m) | Localização          | País           | Ref.          |
| -- | ----- | ------------------------------- | ----------------- | -------------------- | -------------- | ------------- |
| 1  |       | Ponte Çanakkale 1915            | 2 023 m           | Dardanelos           | Turquia        | [ 2 ]         |
| 1  |       | Ponte Akashi-Kaikyo             | 1 991             | Kobe                 | Japão          | [ 3 ]         |
| 2  |       | Ponte Xihoumen                  | 1 650             | Zhoushan             | China          | [ 4 ]         |
| 3  |       | Ponte Great Belt                | 1 624             | Korsør               | Dinamarca      | [ 5 ]         |
| 4  |       | Ponte Osman Gazi                | 1 550             | Gebze - Altınova     | Turquia        | [ 6 ]         |
| 5  |       | Ponte Yi Sun-sin                | 1 545             | Gwangyang - Yeosu    | Coreia do Sul  | [ 7 ]         |
| 6  |       | Ponte Runyang                   | 1 490             | Yangzhou - Zhenjiang | China          | [ 8 ]         |
| 7  |       | Ponte de Nanquim                | 1 418             | Nanquim              | China          | [ 9 ]         |
| 8  |       | Ponte Humber                    | 1 410             | East Riding          | Reino Unido    | [ 10 ]        |
| 9  |       | Ponte Yavuz Sultan Selim        | 1 408             | Istambul             | Turquia        | [ 11 ]        |
| 10 |       | Ponte Suspensa de Jingjiang     | 1 385             | Jingjiang            | China          | [ 12 ]        |
| 11 |       | Ponte de Tsing Ma               | 1 377             | Tsing Yi             | Hong Kong      | [ 13 ]        |
| 12 |       | Ponte de Hardanger              | 1 310             | Hordaland            | Noruega        | [ 14 ]        |
| 13 |       | Ponte Verrazano-Narrows         | 1 298             | Nova Iorque          | Estados Unidos | [ 15 ]        |
| 14 |       | Ponte Golden Gate               | 1 280             | São Francisco        | Estados Unidos | [ 16 ]        |
| 15 |       | Ponte de Yangluo                | 1 280             | Wuhan                | China          |               |
| 16 |       | Ponte Höga Kusten               | 1 210             | Utansjö              | Suécia         |               |
| 17 |       | Ponte de Longjiang              | 1 196             | Yunnan               | China          |               |
| 18 |       | Ponte de Aizhai                 | 1 176             | Jishou               | China          |               |
| 19 |       | Ponte de Mackinac               | 1 158             | Mackinaw City        | Estados Unidos |               |
| 20 |       | Ponte de Ulsan                  | 1 150             | Ulsan                | Coreia do Sul  | [ 17 ] [ 18 ] |
| 21 |       | Ponte do Rio Qingshui           | 1 130             | Guizhou              | China          | [ 19 ]        |
| 22 |       | Ponte de Huangpu                | 1 108             | Guangzhou            | China          |               |
| 23 |       | Ponte Minami Bisan-Seto         | 1 100             | Sakaide - Shiwaku    | Japão          |               |
| 24 |       | Ponte Fatih Sultão Mehmet       | 1 090             | Istambul             | Turquia        |               |
| 25 |       | Ponte do Rio Baling             | 1 088             | Guizhou              | China          | [ 20 ]        |
| 26 |       | Ponte Taizhou                   | 1 080             | Taizhou              | China          |               |
| 27 |       | Ponte Ma'anshan                 | 1 080             | Ma'anshan            | China          |               |
| 28 |       | Ponte do Bósforo                | 1 074             | Istambul             | Turquia        |               |
| 29 |       | Ponte George Washington         | 1 067             | Nova Iorque          | Estados Unidos |               |
| 30 |       | Terceira Ponte Kurushima-Kaikyo | 1 030             | Oshima               | Japão          |               |
| 31 |       | Segunda Ponte Kurushima-Kaikyo  | 1 020             | Oshima               | Japão          |               |
| 32 |       | Ponte 25 de Abril               | 1 013             | Lisboa               | Portugal       |               |
| 33 |       | Ponte Forth Road                | 1 006             | Queensferry          | Reino Unido    |               |
| 34 |       | Ponte Kita Bisan-Seto           | 990               | Sakaide              | Japão          |               |
| 35 |       | Ponte do Severn                 | 988               | Bristol              | Reino Unido    | [ 21 ]        |

## Evolução histórica
| Ponte                                    | Ponte                           | Vão principal (m) | Ano  | Localização          | País                                     |
| ---------------------------------------- | ------------------------------- | ----------------- | ---- | -------------------- | ---------------------------------------- |
|                                          | Ponte Chakzam                   | 137               | 1430 | Tibet                | Províncias da Republica Popular da China |
|                                          | Union Bridge                    | 137               | 1820 | Northumberland       | Reino Unido                              |
|                                          | Ponte Suspensa Menai            | 176               | 1826 | Anglesey             | Reino Unido                              |
| Ficheiro:Zähringen Bridge circa 1920.jpg | Grande Ponte Suspensa           | 271               | 1834 | Friburgo             | Suíça                                    |
|                                          | Ponte Suspensa de Wheeling      | 308               | 1849 | Wheeling             | Estados Unidos                           |
|                                          | Ponte Lewiston–Queenston        | 317               | 1851 | Queenston - Lewiston | Canadá/ Estados Unidos                   |
|                                          | Ponte Suspensa John A. Roebling | 322               | 1866 | Cincinnati           | Estados Unidos                           |
|                                          | Ponte Niagara Clifton           | 384               | 1869 | Niagara Falls        | Canadá                                   |
|                                          | Ponte do Brooklyn               | 486               | 1883 | Nova Iorque          | Estados Unidos                           |
|                                          | Ponte Williamsburg              | 488               | 1903 | Nova Iorque          | Estados Unidos                           |
|                                          | Ponte de Bear Mountain          | 497               | 1924 | Nova Iorque          | Estados Unidos                           |
|                                          | Ponte Benjamin Franklin         | 533               | 1926 | Pensilvânia          | Estados Unidos                           |
|                                          | Ponte Ambassador                | 564               | 1929 | Detroit              | Estados Unidos                           |
|                                          | Ponte George Washington         | 1 067             | 1931 | Nova Iorque          | Estados Unidos                           |
|                                          | Ponte Golden Gate               | 1 280             | 1937 | São Francisco        | Estados Unidos                           |
|                                          | Ponte Verrazano-Narrows         | 1 298             | 1964 | Nova Iorque          | Estados Unidos                           |
|                                          | Ponte Humber                    | 1 410             | 1981 | East Riding          | Reino Unido                              |
|                                          | Ponte Akashi-Kaikyo             | 1 991             | 1998 | Kobe                 | Japão                                    |

### Outros recordes
- Ponte do Rio Sidu - Ponte suspensa mais alta do mundo (472 m).[22]

- Ponte São Francisco–Oakland Bay - Ponte mais larga do mundo (78.4 m).[23][24]

- Ponte Tacoma Narrows - Maior ponte suspensa de pista dupla do mundo (853 m).

- Ponte de Tsing Ma - Maior ponte suspensa rodoferroviária (1 377 m).

- Ponte Kurushima-Kaikyo - Maior ponte pênsil do mundo em estrutura.